# Julián Speroni
Julián Maria Speroni (ur. 18 maja 1979 w Buenos Aires) – argentyński piłkarz występujący na pozycji bramkarza.

## Kariera
Speroni karierę rozpoczynał w CA Platense. W 2001 roku trafił do Europy, podpisując kontrakt ze szkockim Dundee F.C.
Po 3 latach spędzonych w tym klubie, w lecie 2004 roku odszedł za 500 tysięcy funtów do Crystal Palace. W ekipie Palace zadebiutował 14 sierpnia 2004 roku w zremisowanym 1:1 spotkaniu Premiership przeciwko Norwich City. Po porażce 1:2 w 6 kolejce z Manchesterem City, stracił miejsce w pierwszym składzie na rzecz Gábora Kiraly’ego. Na stałe miejsce w podstawowej jedenastce odzyskał w sezonie 2007/08, kiedy rozegrał 46 ligowych meczów.
Trzykrotnie z rzędu wybierany piłkarzem roku londyńskiej drużyny w latach 2008–2010. Nagrodę tę zdobył także za sezon 2013/14.

## Statystyki kariery
| Sezon   | Klub           | Kraj      | Rozgrywki               | Mecze | Bramki |
| ------- | -------------- | --------- | ----------------------- | ----- | ------ |
| 1999/00 | Platense       | Argentyna | Primera B Nacional      | 2     | 0      |
| 2001/02 | Dundee F.C.    | Szkocja   | Scottish Premier League | 17    | 0      |
| 2002/03 | Dundee F.C.    | Szkocja   | Scottish Premier League | 38    | 0      |
| 2003/04 | Dundee F.C.    | Szkocja   | Scottish Premier League | 37    | 0      |
| 2004/05 | Crystal Palace | Anglia    | Premier League          | 6     | 0      |
| 2005/06 | Crystal Palace | Anglia    | Championship            | 4     | 0      |
| 2006/07 | Crystal Palace | Anglia    | Championship            | 5     | 0      |
| 2007/08 | Crystal Palace | Anglia    | Championship            | 46    | 0      |
| 2008/09 | Crystal Palace | Anglia    | Championship            | 45    | 0      |
| 2009/10 | Crystal Palace | Anglia    | Championship            | 45    | 0      |
| 2010/11 | Crystal Palace | Anglia    | Championship            | 45    | 0      |
| 2011/12 | Crystal Palace | Anglia    | Championship            | 41    | 0      |
| 2012/13 | Crystal Palace | Anglia    | Championship            | 46    | 0      |
| 2013/14 | Crystal Palace | Anglia    | Premier League          | 37    | 0      |
| 2014/15 | Crystal Palace | Anglia    | Premier League          | 36    | 0      |
| 2015/16 | Crystal Palace | Anglia    | Premier League          | 2     | 0      |
| 2016/17 | Crystal Palace | Anglia    | Premier League          | 0     | 0      |
| 2017/18 | Crystal Palace | Anglia    | Premier League          | 8     | 0      |
| 2018/19 | Crystal Palace | Anglia    | Premier League          | 1     | 0      |